# Eliab (zoon van Isaï)
Eliab (Hebreeuws: אליאב "(mijn) God is vader") was de oudste broer van koning David. In tegenstelling tot David was hij lang en had een fors postuur.
In de Bijbel wordt hij enkele keren genoemd:
- Als de profeet Samuël de opdracht krijgt om in de plaats van, de eerste  koning van Israël, Saul een opvolger te zalven denkt hij bij het zien van Eliab direct dit is de man die God verkiest". Hij heeft het echter mis, niet het uiterlijk is beslissend maar het innerlijk; is de nieuwe koning bereid om God te dienen?[1]
- Later, toen de drie oudste zonen van Isaï met koning Saul ten strijde trokken, toonde hij zijn karakter. David wordt door zijn vader naar het slagveld gezonden om te informeren naar de welstand van zijn broers. Eliab verachtte hem, werd boos, toen David met de mannen over Goliath sprak, hij probeerde hem te kleineren en noemde hem trots en brutaal.[2]
- De opsomming van de zonen van Isaï: Eliab,  Abinadab, Sima,  Nethanel, Raddai, Osem en David.[3]